# Oxynoemacheilus eregliensis
Oxynoemacheilus eregliensis és una espècie de peix pertanyent a la família dels balitòrids i a l'ordre dels cipriniformes.

## Etimologia
L'epítet eregliensis fa referència al seu lloc d'origen: Ereğli (Turquia).

## Descripció
Fa 6,1 cm de llargària màxima.

## Hàbitat i distribució geogràfica
És un peix d'aigua dolça, demersal i de clima subtropical, el qual viu a Àsia: és un endemisme dels petits rierols i fonts de corrent lent i amb substrat de grava, sorra o fang de la conca del llac Tuz Gölü a l'Anatòlia central (Turquia).

## Observacions
És inofensiu per als humans, el seu índex de vulnerabilitat és baix (15 de 100) i les seus principals amenaces són la captació i la retenció d'aigua per part de les preses. Aquesta espècie viu en un territori que s'està assecant lentament: moltes masses d'aigua petites i, fins i tot, llacs i pantans de grandària mitjana s'hi han assecat durant els darrers 20 anys i, si continua aquest procés, causarà l'extinció de l'espècie.